# Australopericoma pontilis
Australopericoma pontilis är en tvåvingeart som beskrevs av Quate och Brown 2004. Australopericoma pontilis ingår i släktet Australopericoma och familjen fjärilsmyggor. Inga underarter finns listade i Catalogue of Life.